# Constelação familiar
Constelação Familiar também conhecido como Constelações Sistêmicas e Constelações Familiares Sistêmicas, é um método pseudocientífico, não comprovado e não científico de medicina alternativa que se baseia em elementos da terapia familiar sistêmica, fenomenologia existencial e atitudes dos zulus em relação à família, criado por Bert Hellinger. É apoiado por conceitos pseudocientíficos como ressonância mórfica e misticismo quântico.
As constelações familiares divergem significativamente das formas convencionais de psicoterapias cognitivas, comportamentais e psicodinâmicas. O método foi descrito por físicos como misticismo quântico e charlatanismo quântico, e seu fundador incorporou a ideia pseudocientífica de "ressonância mórfica" em sua explicação sobre a abordagem. Resultados positivos da terapia foram atribuídos a explicações convencionais como sugestão e empatia.
Os profissionais afirmam que os problemas e dificuldades atuais podem ser influenciados por traumas sofridos em gerações anteriores da família, mesmo que os afetados agora não tenham conhecimento do evento original. Hellinger se referia à relação entre problemas presentes e passados que não são causados pela experiência pessoal direta como "emaranhados sistêmicos", ditos ocorrerem quando traumas não resolvidos atingem uma família através de um evento como assassinato, suicídio, morte de uma mãe durante parto, morte prematura de um dos pais ou irmãos, guerra, desastre natural, emigração ou abuso. O psiquiatra Iván Böszörményi-Nagy referiu a esse fenômeno como "lealdades invisíveis".
Não há evidências científicas publicadas por periódicos especializados que suportem a eficácia das constelações familiares, sua justificativa, utilidade e resultados não são comprovados, embora alguns estudos experimentais tenham tentado mas sem controles confiáveis, como duplo-cego, não ter passado por revisão por pares antes da publicação, sua validade como evidência é baixa. Portanto, atualmente não é possível garantir que os resultados sejam atribuíveis a esta técnica e não ao efeito placebo, esta situação é relatada em várias publicações.

## Conceitos
Proponentes alegam que a constelação familiar segue a linhagem fenomenológica, que pode ser traçada através dos filósofos Franz Brentano, Edmund Husserl e Martin Heidegger. Essa perspectiva contrasta com a psicologia científica.
O processo parte de um tipo de misticismo espiritual indígena. Hellinger viveu como sacerdote católico romano na África do Sul por 16 anos nas décadas de 1950 e 1960. Durante esses anos, ele se tornou fluente na língua zulu, participou de rituais zulu e ganhou uma apreciação pela visão de mundo zulu.
As sessões clássicas de Constelação Familiar são em grupo. Há um paciente, um “constelador” e os demais participantes, chamados “representantes”, assumem o papel de parentes, vivos ou mortos. Segundo Hellinger, as pessoas que representam os parentes do paciente passam a ter pensamentos, sentimentos e sensações físicas (incluindo sintomas de saúde) muito próximos aos dos originais, mesmo sem nunca tê-los visto: o suposto fenômeno já foi comparado à possessão espiritual ou reencarnação.

## Terapias semelhantes
- Psicodrama, do romeno Jacob Levy Moreno (1889-1974), é um método em que se utiliza uma técnica teatral compondo cenas trazidas pelo paciente para trabalhar questões.[15]
- A técnica de "Esculturas Familiares", introduzida pela psicóloga norte-americana Virginia Satir (1916-1988) certamente foi a inspiração para o uso dos bonecos para representação das pessoas envolvidas.[15]
- A terapia familiar estrutural (Salvador Minuchin, 1967/77) enfoca as violações disfuncionais das fronteiras dos subsistemas entre si e no interior do cliente.[16]

## Recepção
Apesar da associação alemã Pro Psychotherapie rejeita a constelação familiar clássica de acordo com Hellinger, a associação explica que as constelações familiares podem ter efeitos positivos, desde que sejam "incorporados à psicoterapia por um terapeuta qualificado e usados juntamente com outros métodos".
A metodologia de Hellinger é veementemente rejeitada pela Sociedade Alemã de Terapia Sistêmica, Aconselhamento e Terapia Familiar (Deutsche Gesellschaft für Systemische Therapie, Beratung und Familientherapie).
De acordo com Wolfgang Hantel-Quitmann, a constelação familiar clássica não se trata de ajudar os clientes, mas simplesmente de "sugerir uma visão dos ensinamentos de Hellinger e torná-los dependentes deles" Em contraste, o psicoterapeuta Martin Baierl explica: "Como acontece com a maioria dos procedimentos, a qualidade desse trabalho [família ou constelações do sistema] depende da pessoa que o aplica."

## Críticas
Nos últimos anos, a abordagem tem sido o alvo de escrutínio principalmente nos países de língua alemã, os críticos questionam várias ideias de Hellinger, particularmente aquelas que afetam as constelações de seu trabalho de constelação familiar com indivíduos que procuraram ajuda e os resultados de sua terapia, os críticos manifestaram as seguintes questões:
- A visão patriarcal do sistema familiar normalmente leva à conclusão de que quaisquer dificuldades matrimoniais são culpa da esposa.[14]
- Hellinger expressou sua crença de que a homossexualidade é uma "doença" a ser curada, e não um aspecto natural e inalterável da natureza de alguém e afirmava ter curado um indivíduo dessa "doença" com um workshop de constelação familiar.[14]
- A agência crítica alemã Forum Kritische Psychologie relatou quatro casos de pessoas que procuram tratamento para obsessões que relataram desenvolver como resultado de participar do workshop de constelações familiares de Hellinger, e um psiquiatra holandês relatou outros quatro casos de indivíduos com problemas de saúde mental que disseram ter desenvolvido depois de comparecerem a uma oficina.[carece de fontes?]
- Em uma palestra realizada em Kyoto, Hellinger, ao abordar o tema do incesto expressou a crença de que quando esposas rejeitam repetidamente avanços sexuais de seus maridos, como forma de compensação, uma filha pode "tomar o seu lugar". Ele também se expressou de forma contrária a denunciar praticantes de incesto e abuso à justiça.[23] [Carece de fonte secundária.]
- Hellinger afirmou que os criminosos de guerra não devem ser responsabilizados por seus crimes, pois estavam apenas seguindo ordens de "autoridade superior" e, em sessões de oficinas de constelações familiares, instruíram as vítimas de crimes de guerra a realizar um ritual de gratidão aos representantes daqueles que cometeram crimes contra eles.
- Os participantes das sessões de Hellinger relataram que suas opiniões anti-semitas são muitas vezes aparentes. Segundo informações, insistiu os participantes judeus a verem sua descendência judaica como um aspecto negativo de suas identidades.
- Sobre estupro, Hellinger diz: "o estupro e o incesto criam um vínculo; o autor deve receber o "devido respeito" antes que a vítima possa se relacionar com outro."[5]
- Paulo Almeida, advogado, mestre em Psicologia pela USP e diretor do Instituto Questão de Ciência, acredita que os preceitos da constelação familiar reproduzem ideias machistas sobre o lugar da mulher e do homem. "A constelação familiar promove a noção de uma hierarquia patriarcal rígida, induz um papel servil da mulher em relação ao marido e culpabiliza a mãe em casos nos quais os pais abusam sexualmente de filhas(...)".[24]
- No livro "A Simetria Oculta do Amor", Bert Hellinger traz uma concepção machista dos papéis familiares, como: “o amor é geralmente bem servido quando uma mulher segue o marido na língua, na família e na cultura, e quando concorda que os filhos devem segui-lo também”, “as famílias com que temos trabalhado funcionam melhor quando a mulher cuida da responsabilidade primária do bem-estar interno da família, e o homem é responsável pela segurança da família no mundo, e ela segue sua liderança”.[1]
- Para a Constelação Familiar Sistêmica, a adoção de crianças é um equívoco que gera danos para a constituição da família, pois os pais verdadeiros são os biológicos.[25]

## Brasil
O juiz Sami Storchi, do Tribunal de Justiça da Bahia e aluno de Hellinger, criou o chamado "Direito Sistêmico". Segundo Storchi, a aplicação das técnicas em processos judiciais, obteve uma taxa de mais de 90% de acordos firmados. Nos últimos anos, promotores, advogados e juízes têm aderido à constelação familiar como uma forma prática de estimular a resolução de casos. De acordo com o Conselho Nacional de Justiça (CNJ), mais de 16 estados e o Distrito Federal estão aplicando o método, principalmente em processos de vara de família e casos de violência doméstica. Todavia, a atividade não é regulamentada, e estados como Paraná e Santa Catarina, restringiram o seu uso em casos de violência doméstica; por conta disso, em 2019 a Associação Brasileira de Consteladores entrou com um pedido no CNJ, solicitando a regulamentação da técnica para que ela pudesse ser usada mais amplamente. O pedido ainda está em julgamento, mas no único voto cujo conteúdo veio a público, o do relator, Márcio Luiz Freitas, a conclusão é contrária às expectativas dos consteladores. Segundo Freitas, a técnica apresenta "um estereótipo de família absolutamente misógino", além de não apresentar evidências que a embasem.
A Constelação Familiar não é reconhecida pelo Conselho Federal de Psicologia (CFP) nem pelo Conselho Federal de Medicina (CFM), embora abordagens como o psicodrama e teorias que a respaldam sejam reconhecidas; a técnica não é reconhecida como terapia porque faltam dados e estudos científicos que possam comprovar sua eficácia.
O CFM já se posicionou contra a terapia, assim como defensores dos direitos das mulheres e homossexuais, que contestam a aplicação da constelação familiar na saúde pública e no Judiciário, visto não haver eficácia comprovada de que a terapia funcione. Além disso, a técnica considera como modelo a "família hierárquica, patriarcal, em que mulheres e crianças são inferiores aos homens, reforçando estigmas sexistas". Segundo destaca Daniel Gontijo, doutor em neurociências pela UFMG e membro fundador da Associação Brasileira de Psicologia Baseada em Evidências (ABPBE):
Não sabemos até que ponto uma sessão de constelação familiar pode agravar um transtorno mental, por exemplo. Há relatos de pessoas que passaram por abusos e tiveram que se recordar detalhadamente daquilo que aconteceu, o que pode gerar uma dor muito forte.
Em 2018, no Brasil, o Ministério da Saúde incluiu a sua prática no Sistema Único de Saúde (SUS), como parte da Política Nacional de Práticas Integrativas e Complementares (PNPIC). A portaria que incluiu a técnica no rol de "terapias alternativas", por supostamente ser "capaz de mostrar onde está a origem de um distúrbio de relacionamento, psicológico, psiquiátrico, financeiro e físico", não foi embasada por qualquer estudo científico.
Em 2023, o CFP manifestou-se sobre o tema, através de uma nota técnica. Nela, é ressaltado que "apesar de usar termos técnicos emprestados da área, a constelação é contrária às noções atuais da psicologia em temas como composição familiar, gênero e sexualidade".
No legislativo, um dos notórios apoiadores da constelação é o senador Eduardo Girão (Novo-CE). Em 2022, ele convocou uma audiência pública para discutir o tema no Senado, para o qual também foram convidados críticos do tema. No executivo, após receber uma carta com denúncias de pesquisadores sobre o uso abusivo da constelação, foi montado em novembro de 2023 um grupo de trabalho no Ministério dos Direitos Humanos e da Cidadania, para estudar a técnica.